# 프레드라그 라이코비치
프레드라그 라이코비치(세르비아어: Предраг Рајковић, Predrag Rajković, 1995년 10월 31일 ~ )는 세르비아의 축구 선수로 현재 사우디 프로페셔널리그의 알이티하드에서 골키퍼로 활동 중이다.